# Станошина
Станошина (словен. Stanošina) — поселення в общині Подлехник, Подравський регіон‎, Словенія.